# Hócipő (folyóirat)
A Hócipő Magyarországon 1989 óta kéthetenként megjelenő szatirikus kiadvány.
A szatirikus kéthetilapot a Rádiókabaré szerkesztő- és szerzőgárdája alapította. (A Hócipő első címlapja 1989 októberének elején az MSZMP utolsó kongresszusát „üdvözölte”. A megjelenés után pár nappal a párt meg is szűnt.) A Hócipő nem vicclap, inkább csak szatirikus hangon foglal állást közéleti, társadalmi, művészeti kérdésekben. Tulajdonának meghatározó többsége a szerkesztőség vezető munkatársainak a kezében van.
Saját meghatározása szerint elsősorban a tájékozott emberek lapja, hiszen a finom utalásokhoz megfelelő alapismeretekkel, és sok naprakész információval kell rendelkezni. A Hócipő nyelvezete a rendszerváltás előtti/környéki kombinatív – nem feltétlenül azonnal ható, akkoriban csak virágnyelven elmondható humor stílusán alapul.
A lap 1998-ig fekete-fehérben jelent meg, az azt követő öt évben fele színes, fele fekete-fehér változatban. 2003 őszétől már valamennyi oldal színes. 2005-től 48 oldalra bővült az addig 32 oldalas terjedelem. A lap kéthetente szerdán jelenik meg.
2006. március 1-jén a Hócipő elsőként indította el mobilinternetes portálját a magyar sajtótermékek közül (mobil.hocipo.hu / pda.hocipo.hu / wap.hocipo.hu).
2008. február 29-én a kéthetilap a szökőnapra időzítve elindította napi kiadását honlapján Napi Hócipő címmel.

## AHócipővezető publicistái (1989-2012)
| - Andrassew Iván - Bakács Tibor Settenkedő - Bartus László - Boncz Géza - Buzsik Zsolt - Déri János - Fábry Sándor - Faludy György - Farkasházy Tivadar - Kéri László - Kovács András Péter (KAP) - Kőhalmi Zoltán - Kövesdi Miklós Gábor - Lengyel László - Litkai Gergely - Majláth Mikes László - Makai József - Megyesi Gusztáv - Moldova György - Molnár Erzsébet - Murányi András - Murányi Marcell | - Nagy Bandó András - Nékám Petra - Para-Kovács Imre - Pataki Balázs - Révbíró Tamás - Sándor György - Selmeczi Tibor (korábbi szerkesztő) - Simonyi Balázs - Sinkó Péter (korábbi szerkesztő) - Smuzewitz Ilona - Szabados Gábor - Székely Szabó Zoltán - Trunkó Barnabás - Uj Péter - Ürmös Zsolt - Varga Ferenc József - Váncsa István - Verebes István |

## AHócipőkarikaturistái (1989-2012)
- Ballner Péter
- Békési Joe (Joe)
- Brenner György (BGY)
- Fenekovács László
- Göndöcs Gergely
- Jelenszky László
- Kaján Tibor
- Katona Gyöngyi (A lapban karikatúrái F. Katona Gyöngyi néven jelentek meg, mivel ez szerepelt a borítékon, amiben küldte őket. Később kiderült, az F. csak annyit jelentett: feladó.)
- Kozma György (kozmosz)
- Lehoczki István (Leho)
- Lehoczki Károly (Czki)
- Marabu
- Mező István
- Nemes Zoltán
- Sajdik Ferenc
- Szmodis Imre (Szi)
- Tónió